# Лемон Тауншип (округ Вайомінг, Пенсільванія)
Лемон Тауншип (англ. Lemon Township) — селище (англ. township) в США, в окрузі Вайомінг штату Пенсільванія. Населення — 1136 осіб (2020).

## Демографія
Згідно з переписом 2010 року, у селищі мешкали 1243 особи в 526 домогосподарствах у складі 346 родин. Було 660 помешкань
Расовий склад населення:
| - 99,2 % — білих - 0,2 % — азіатів |

До двох чи більше рас належало 0,2 %. Частка іспаномовних становила 1,3 % від усіх жителів.
За віковим діапазоном населення розподілялося таким чином: 21,0 % — особи молодші 18 років, 65,5 % — особи у віці 18—64 років, 13,5 % — особи у віці 65 років та старші. Медіана віку мешканця становила 44,3 року. На 100 осіб жіночої статі у селищі припадало 111,8 чоловіків;  на 100 жінок у віці від 18 років та старших — 107,6 чоловіків також старших 18 років.
Середній дохід на одне домашнє господарство  становив 61 831 долар США (медіана — 52 596), а середній дохід на одну сім'ю — 71 469 доларів (медіана — 60 952). Медіана доходів становила 47 794 долари для чоловіків та 27 375 доларів для жінок. За межею бідності перебувало 14,5 % осіб, у тому числі 20,0 % дітей у віці до 18 років та 11,9 % осіб у віці 65 років та старших.
Цивільне працевлаштоване населення становило 592 особи. Основні галузі зайнятості: освіта, охорона здоров'я та соціальна допомога — 25,5 %, виробництво — 18,2 %, роздрібна торгівля — 15,0 %.